# Strålpistol

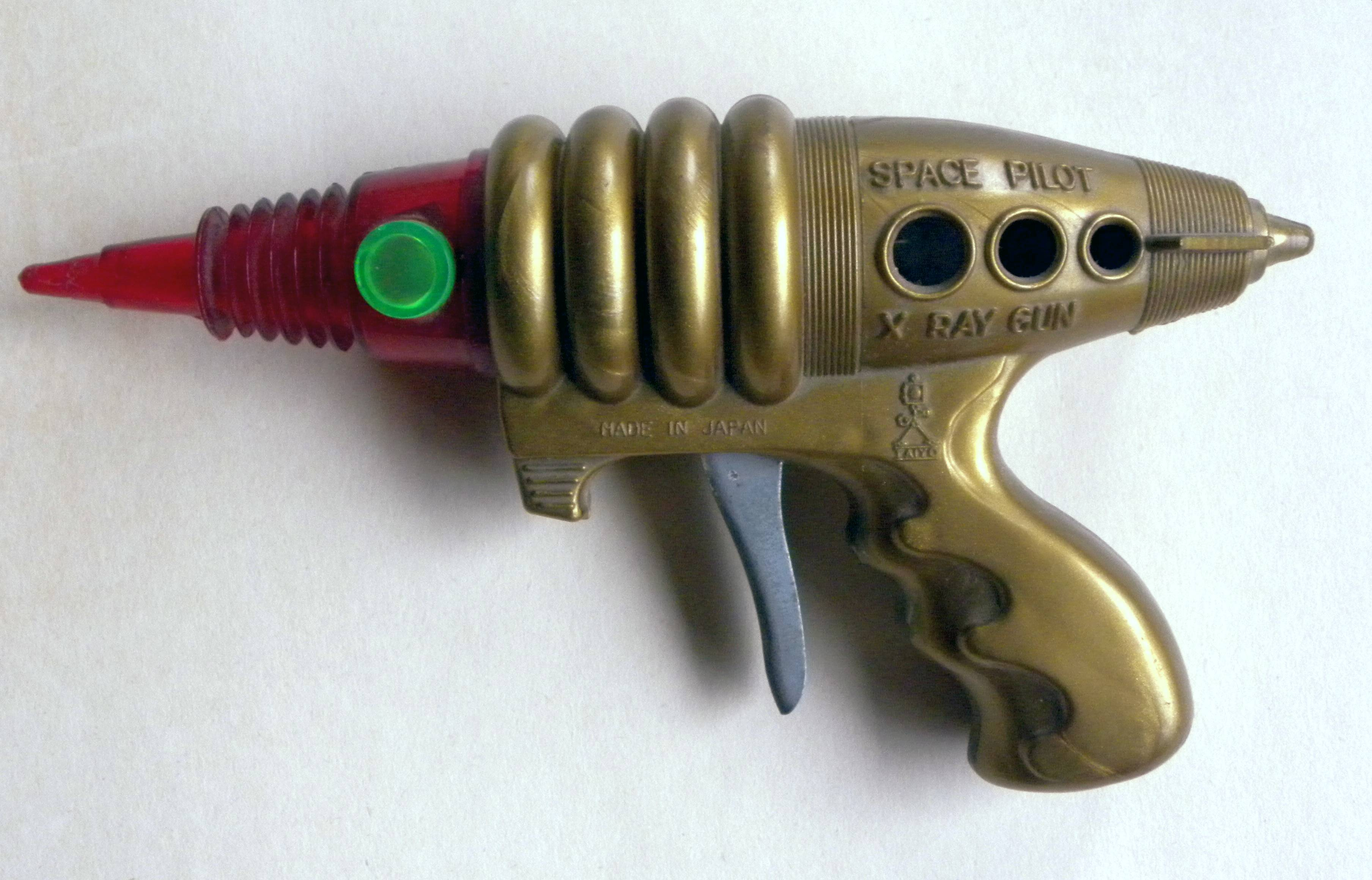
leksaksstrålpistol

En strålpistol eller laserpistol är en typ av fiktiva riktade energivapen, som är vanliga i science fiction-berättelser. Strålpistolen populariserades i H.G. Wells roman Världarnas krig från 1898, och förekommer bland annat i Star Trek och Star Wars., men bärs ofta också av bland andra Bebop och Rocksteady i 1987 års Turtlesserie.

### Fotnoter
1. ↑  ”A celebration of the sci-fi ray gun” (på engelska). TV.com. 16 maj 2011. http://www.denofgeek.com/movies/17458/a-celebration-of-the-sci-fi-ray-gun. Läst 2 oktober 2014.
2. ↑  ”Beneath These Streets” (på engelska). TV.com. 19 oktober 1989. http://www.tv.com/shows/teenage-mutant-ninja-turtles-1987/beneath-these-streets-57357/. Läst 2 oktober 2014.